# Stygocyathura broodbakkeri
Stygocyathura broodbakkeri is een pissebed uit de familie Anthuridae. De wetenschappelijke naam van de soort is voor het eerst geldig gepubliceerd in 1990 door Wagner.